# Sarriko
Sarriko è una stazione della linee 1 e 2 della metropolitana di Bilbao.
Si trova sotto Ibarrekolanda Plaza, nel distretto Deusto di Bilbao.

## Storia
La stazione è stata inaugurata l'11 novembre 1995 con il primo tratto della linea 1.

## Architettura
La stazione ha ricevuto il Premio Brunel al design ferroviario nel 1998.